# Шепелев, Георгий Георгиевич
Георгий Георгиевич Шепелев (? — 28 сентября 1920) — советский политический и военный деятель, участник Гражданской войны, военком 6-й кавалерийской дивизии 1-й Конной армии.

## Биография
Родом из донских казаков, родился в области войска Донского. 
В 1914–1917 годах проходил действительную военную службу.
В 1919 году принят в РКП(б).
В период боевых действий на юге России против деникинской армии занимал должность начальника агитационно-организационного отделения политотдела армии. В июле 1920 года был членом Житомирского ревкома. Позже возглавлял Новоград-Волынский губвоенкомат. 13 сентября 1920 года его назначили военкомом 6-й кавалерийской дивизии 1-й Конной армии. 
Во время перехода с Польского на Южный фронт в 1-й Конной армии и особенно в 6-й кавалерийской дивизии под влиянием неудачного исхода польской кампании, не изжитого «духа партизанщины», плохого снабжения, а также общей обстановки на Украине, где был довольно распространён бандитизм, сильно снизилась дисциплина. Бойцами дивизии был совершён ряд еврейских погромов; комиссар дивизии (назначен на этот пост 13 сентября 1920) Г. Г. Шепелев, пытавшийся навести порядок, защищая еврейскую семью, на месте пристрелил одного из погромщиков и был убит. Усилиями командования дивизии и армии, а также лично К. Е. Ворошилова и С. М. Будённого, дисциплина была восстановлена.
В приказе Реввоенсовета отмечалось, что «этот честный революционер, трудовой донской казак… был убит  преступными подлыми руками бандитов 31, 32 и 33-го полков, а уже мертвый был обкраден». Ревтрибунал вынес следующий приговор участникам погрома: «Погромщики – 141 человек – в том числе 19 представителей комсостава – приговорены к расстрелу…, 31 приговоренному высшая мера наказания была заменена заключением, остальные расстреляны».